# Stiftung aha! Allergiezentrum Schweiz
Die Stiftung aha! Allergiezentrum Schweiz ist eine gemeinnützige Stiftung. Sie bezweckt als gesamtschweizerische Dach- und Patientenorganisation die Unterstützung von Menschen, die an Allergien, Asthma, Hauterkrankungen (u. a. Neurodermitis) oder Intoleranzen leiden.

## Ziele
Mit Information, Beratung und Schulungen unterstützt die Stiftung Betroffene, den Umgang mit den gesundheitlichen Einschränkungen zu verbessern und zu einer guten Lebensqualität zu finden. Daneben führt die Stiftung Präventions- und Informationskampagnen durch, setzt thematische Schwerpunkte, um auch eine breite Öffentlichkeit für die vielschichtige Allergiethematik zu sensibilisieren. Grundlage der Tätigkeiten sind die medizinischen Wissenschaften.

## Geschichte
1935 wurde in Bern die Selbsthilfevereinigung DAS BAND mit dem Ziel gegründet, Tuberkulose-Patienten beim beruflichen und sozialen Wiedereinstieg zu unterstützen. Treibende Kraft war der Berner Lehrer Paul Johann Kopp. Auf dessen Initiative entstand in Davos der Sozialdienst DAS BAND und eine Wohnbaugenossenschaft. Mit Rückgang der Tuberkulose ab den 60er Jahren verstärkte die Selbsthilfeorganisation ihr Tätigkeiten im Bereich Asthma und Atemwegserkrankungen. 2000 wurde die Vereinigung in die Stiftung aha! Schweizerisches Zentrum für Allergie, Haut und Asthma gegründet, mit klarem Fokus auf allergisch bedingte Haut- und Atemwegserkrankungen. Seit 1. Januar 2012 heisst die Stiftung neu Stiftung aha! Allergiezentrum Schweiz.

## Organisation
Auf der Geschäftsstelle in Bern arbeiten rund 20 Mitarbeiter. Aufsichtsorgan über alle Aktivitäten ist der Stiftungsrat, dem sieben Mitglieder aus Medizin, Wirtschaft, Recht und Wissenschaft angehören. Ein wissenschaftlicher Beirat mit sechs Mitgliedern medizinisch-wissenschaftlicher Ausrichtung beurteilt die Tätigkeiten der Stiftung in fachlicher Hinsicht. Die Stiftung trägt das ZEWO-Gütesiegel und ist ISO 9001 zertifiziert. Sie ist auch Mitglied der Schweizerischen Gesundheitsligen-Konferenz (GELIKO).

## Dienstleistungen
aha! Allergiezentrum Schweiz bietet Dokumentationen, Publikationen, Informationsmaterial, Beratung, interdisziplinäre Schulungen für Betroffene und deren Angehörige sowie vermehrt themenbezogene Kurse und Seminare für Fachpersonen an. Seit 2009 organisiert sie den Nationalen Allergietag, der jeweils am dritten Dienstag im März stattfindet, um das Bewusstsein für Allergien und Asthma zu schärfen und Betroffene zu unterstützen.

## Finanzierung
Die Stiftung finanziert sich über Spender- und Gönnerbeiträge, Kooperations- und Leistungsbeiträge sowie Beiträge aus Dienstleistungen.